# Alfredo Reyes Monteón
José Alfredo Reyes Monteón es un futbolista mexicano. 

## Clubes
| Club   | País   | Año         |
| ------ | ------ | ----------- |
| Toluca | México | 1967 - 1968 |